# François Terré
Pour les articles homonymes, voir Terré.
François Terré, né le 23 juillet 1930 à Paris et mort le 27 mai 2024 à Boulogne-Billancourt (Hauts-de-Seine), est un jurisconsulte français.
Professeur de l'université Paris II - Panthéon-Assas, membre de l'Académie des sciences morales et politiques depuis 1995, il la préside de 2008 à 2024.

## Biographie
François Terré, agrégé de droit privé et de sciences criminelles, docteur en droit et licencié en lettres, a d'abord été avocat à la cour d'appel de Paris de 1954 à 1957. Il se dirige bientôt vers une carrière universitaire. Chargé de cours à la faculté de droit de Strasbourg de 1955 à 1957, il est détaché à la faculté de droit de Phnom Penh de 57 à 1959.
En 2005, il fait partie d'un groupe de juristes signataires d'un appel à l'opposition au traité constitutionnel européen, nommé appel des « 23 », avec entre autres, l'ancien conseiller de François Mitterrand Jean Kahn et l'ancien garde des sceaux Jean Foyer. Dans ce texte, des juristes et professeurs d’universités principalement, lancent un appel pour le « non » au referendum du 29 mai,,.
Il enseigne ensuite à la faculté de droit de Strasbourg de 1959 à 1963, de Lille de 1963 à 1968, de Nanterre de 1968 à 1969, et enfin de Paris II Panthéon-Assas, où il est professeur à partir de 1969. Il est professeur émérite depuis 1999.
Il a, en parallèle de son activité universitaire, exercé la fonction de conseiller technique auprès de Jean Foyer, ministre de la Coopération de 1960 à 1962, puis garde des Sceaux de 1962 à 1967. Il est co-rédacteur du projet ministériel à l'origine de la loi du 24 juillet 1966 sur le droit des sociétés commerciales, ainsi que du décret n°67-236 du 23 mars 1967. Il a été également membre de la commission de réforme du code de procédure civile. En 1967, Marie-France Garaud lui suggère d’entrer en politique, proposition qu'il refuse.
Il a été pour plus de trente ans chroniqueur et éditorialiste au Figaro.
Il a été membre du Rassemblement pour la République et du Club de l'horloge.

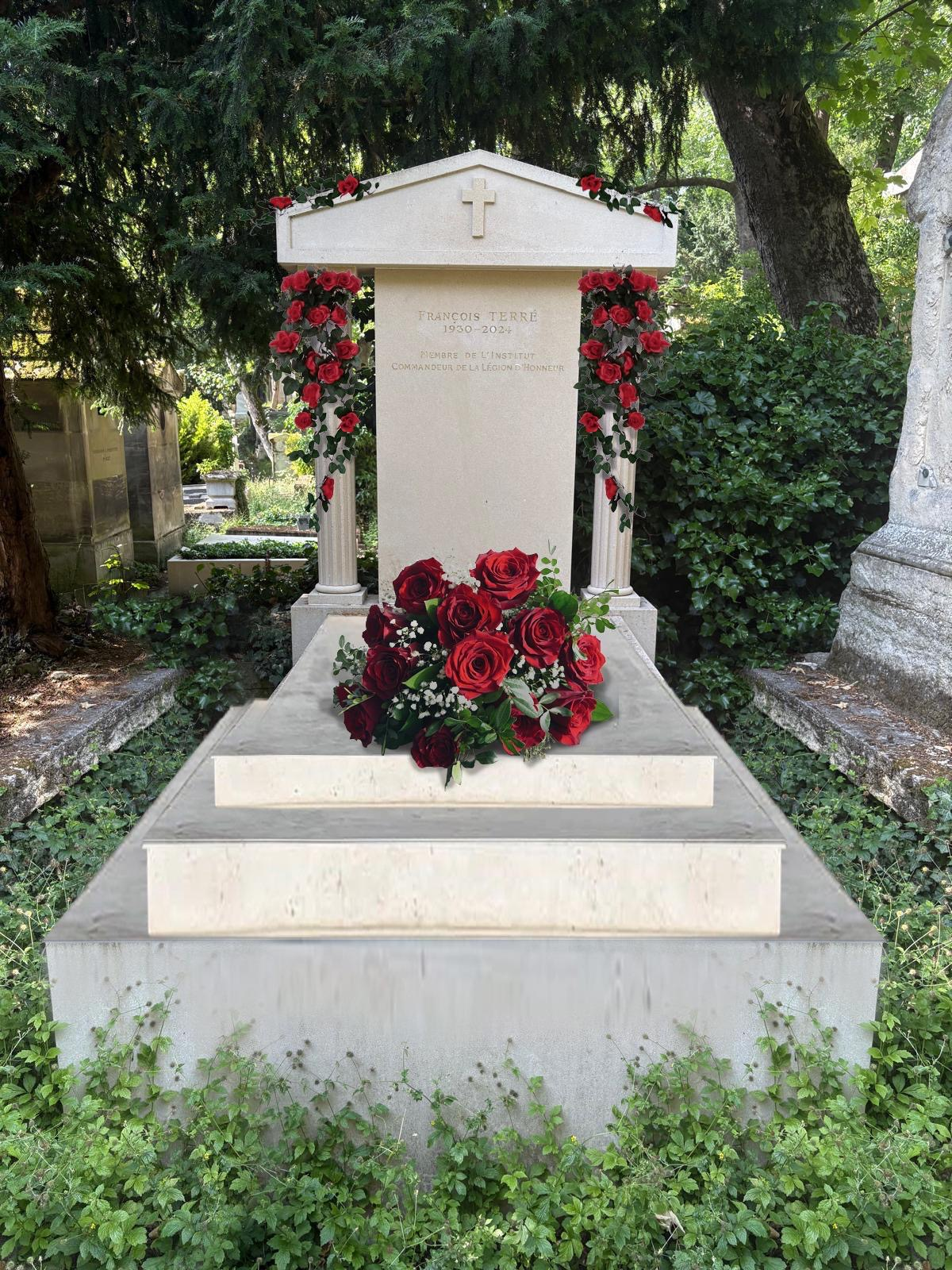
Tombe de François Terré au cimetière du Père-Lachaise (division 10).

François Terré meurt le 27 mai 2024 à Boulogne-Billancourt à l'âge de 93 ans, et est inhumé au cimetière du Père-Lachaise (division 10).

### Membre de l'Institut (depuis 1995)
Il a été élu à l'Académie des sciences morales et politiques le 11 décembre 1995, dans la section « Législation, droit public et jurisprudence », au fauteuil laissé vacant par le décès de Suzanne Bastid.

## Publications
(Liste partielle) 
- La Philosophie du droit aujourd'hui, Archives de philosophie du droit, Tome 33, 472 pp., Paris, Dalloz, 1989 •  (ISBN 978-2-24800-706-5)
- Droit et économie, 430 pp., Paris, Dalloz, 1997 •  (ISBN 978-2-24701-506-1)
- L'Obligation, Archives de philosophie du droit, Tome 44, 526 pp., Paris, Dalloz, 2000 •  (ISBN 978-2-24704-036-0)
- L'Américanisation du droit, Archives de philosophie du droit, Tome 45, 408 pp., Paris, Dalloz, 2001 •  (ISBN 978-2-24704-284-5)
- L'Impôt, Archives de philosophie du droit, Tome 46, 546 pp., Paris, Dalloz, 2002 •  (ISBN 978-2-24704-859-5)
- Le Juriste & le Politique. Trente ans de journalisme au Figaro, 285 pp., Paris, Dalloz, 2003 •  (ISBN 978-2-24705-302-5)
- La Mondialisation : entre illusion et utopie, Archives de philosophie du droit, Tome 47, 542 pp., Paris, Dalloz, 2003 •  (ISBN 978-2-24705-186-1)
- Pour une réforme du droit des contrats, 310 pp., Paris, Dalloz, 2008 •  (ISBN 978-2-24708-179-0)
- EIRL ; l'entrepreneur individuel à responsabilité limitée, 300 pp., Paris, Lexisnexis, 2011 •  (ISBN 978-2-71101-478-1)
- Pour une réforme du droit de la responsabilité civile, coll. Thèmes et Commentaires, 224 pp., Paris, Dalloz, 2011 •  (ISBN 978-2-24710-685-1)
- Pour une réforme du régime général des obligations, 168 pp., Paris, Dalloz, 2013 (16e édition) •  (ISBN 978-2-24712-706-1)
- L'Influence de la volonté individuelle sur les qualifications, Paris Librairie générale de droit et de jurisprudence, 2014 •  (ISBN 978-2-27504-404-0)
- Dictionnaire pittoresque de droit, Paris Librairie générale de droit et de jurisprudence, 2014 •  (ISBN 978-2-27504-014-1)
- Horizons du droit - Recueil d'articles de François Terré, Paris, Dalloz, 2017 •  (ISBN 978-2-24716-287-1)
- Trajectoires, coll. Droit privé & Sciences criminelles, 310 pp., Paris, Mare & Martin, 2021 •  (ISBN 978-2-84934-543-6)
- Droit civil. Les obligations, avec Yves Lequette et Philippe Simler, Paris, Dalloz, 2022 (13e édition) •  (ISBN 978-2-24721-951-3)
- Introduction générale au droit, avec Nicolas Molfessis, 912 pp., Paris, Dalloz, 2024 (16e édition) •  (ISBN 978-2-24723-188-1)

## Hommage
Section en cours de rédaction

### Réforme du droit des obligations
François Terré a dirigé au sein de l’Institut de France (Académie des Sciences morales et politiques, section « Législation, droit public et jurisprudence ») un groupe de travail qui a abouti à une série de propositions pour une réforme du droit des obligations en France. En 2008, le Ministère de la Justice a présenté un projet de réforme du droit des contrats s’inspirant de ce rapport ainsi que de l’avant-projet conçu sous le parrainage de l’Association Henri Capitant des amis de la culture juridique française et dirigé par Pierre Catala. En 2010, un second groupe de travail sur le droit de la responsabilité civile, également conduit par François Terré, a remis son rapport au garde des Sceaux. La Chancellerie a également préparé des avant-projets. Finalement, à la suite de l'habilitation accordée au gouvernement pour procéder à la réforme du droit des obligations par voie d'ordonnance, un nouveau texte, nourri de l'ensemble de ces projets, et notamment des propositions avancées par le comité Terré, a été soumis à consultation publique. Ces travaux ont abouti à l'ordonnance n° 2016-131 du 10 février 2016 portant réforme du droit des contrats, du régime général et de la preuve des obligations.

## Distinctions
- Lauréat des concours de la faculté de droit de Paris (1948,1949, 1950) ; prix Goullecourt (1950 et 1956) et du concours général des facultés de droit (1950).
- Président de l'association française de philosophie du droit et directeur des archives de philosophie du droit (depuis 1983).
- Membre correspondant de l'académie d'Athènes (1993).
- Président de la société pour l'histoire des facultés de droit (1995-?).
- Membre correspondant de l'académie des sciences de Lisbonne (5e section - droit et sociologie) (1998)[15].
- Président de la commission de terminologie et de néologie en matière juridique (depuis 2003)[16].

## Titres honorifiques
- Docteur honoris causa en droit de l'université de Naples - Frédéric-II (2008)[17] et de l'université de Bucarest (2013)[18].

## Décorations
- Commandeur de la Légion d'honneur[19],[20]
- Chevalier de l'ordre national du Mérite
- Commandeur de l'ordre des Palmes académiques
- Commandeur de l'ordre du Mérite de la République italienne‎ (2010)[21]
- Commandeur de l'ordre du Phénix[22]

## Ouvrages
- L'Influence de la volonté individuelle sur les qualifications, 1955
- Sociétés commerciales, 3 tomes (en collaboration, 1972-1978
- Procédure civile et voies d'exécution (2e éd., en collaboration), 1976
- L'Enfant de l'esclave, génétique et droit, 1992
- L'Avenir du droit, 1999
- Le Droit : un exposé pour comprendre, un essai pour réfléchir, Éditions Flammarion, coll. « Dominos », 1999
- Science, éthique et droit (en collaboration), Éditions Odile Jacob, 2007
- Pour une réforme du droit des contrats (en collaboration), Dalloz, 2008
- Droit civil, les biens (9e éd., en collaboration), Dalloz, 2009
- Droit civil, la famille (8e éd., en collaboration), Dalloz, 2011
- Pour une réforme du droit de la responsabilité civile (en collaboration), Dalloz, 2011
- Droit civil, Les personnes, la famille, les incapacités (8e éd., en collaboration), Dalloz, 2012
- Pour une réforme du régime général des obligations (en collaboration), Dalloz, 2013.
- Du juridique et du social, Éditions Mare & Martin, 2013
- Droit civil, Les obligations (11e éd., en collaboration), Dalloz, 2013
- Droit civil, Les successions, les libéralités (4e éd., en collaboration), Dalloz, 2013
- Introduction générale au droit (10e éd.), Dalloz, 2015
- Droit civil, Les régimes matrimoniaux (7e éd., en collaboration), Dalloz, 2015
- Les Grands Arrêts de la jurisprudence civile (13e éd., en collaboration), Dalloz, 2015